# Howard Kaylan
Howard Kaylan (* jako Howard Kaplan; 22. června 1947) je americký zpěvák, nejvíce známý jako člen skupiny The Turtles. V 70. letech byl členem skupiny Flo & Eddie pod jménem „Eddie“.